# Albigny-sur-Saône
Albigny-sur-Saône là một xã thuộc tỉnh Rhône trong vùng Rhône-Alpes phía đông nước nước Pháp. Xã này nằm ở khu vực có độ cao trung bình 175 mét trên mực nước biển.

## Thị trấn giáp ranh

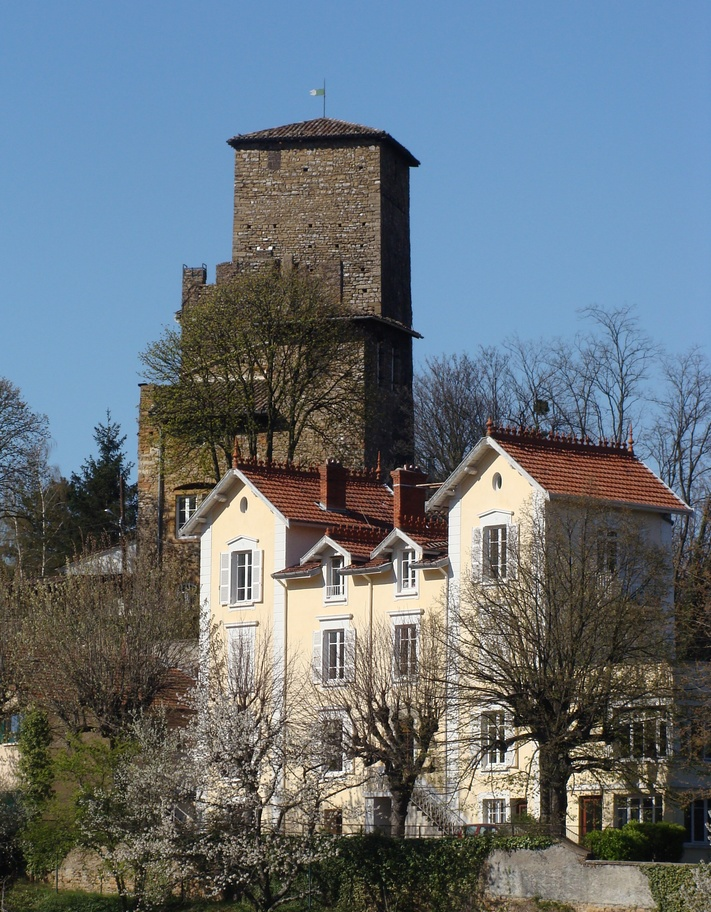
Lâu đài

- Curis-au-Mont-d'Or
- Neuville-sur-Saône
- Couzon-au-Mont-d'Or